# Galaxies en interaction

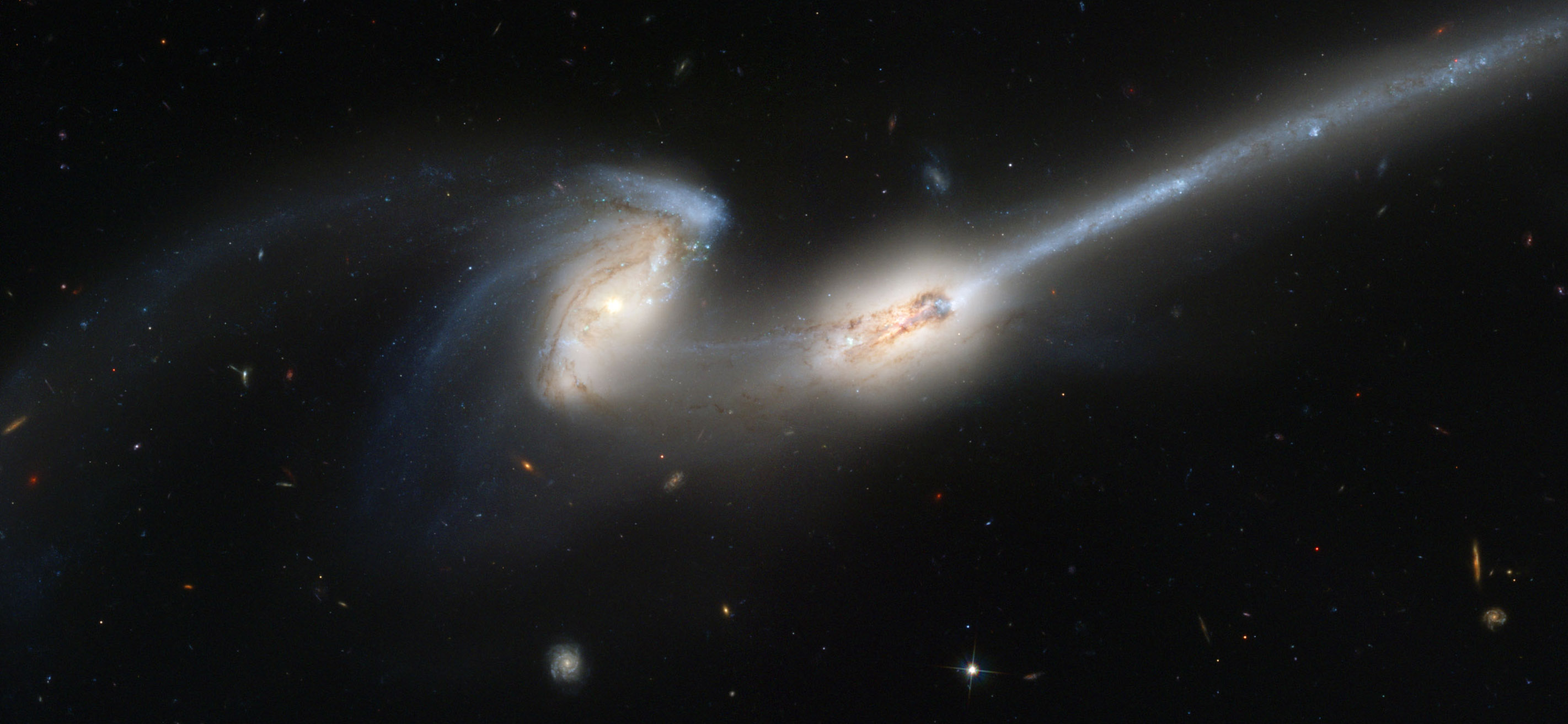
Les galaxies des Souris (NGC 4676 A et B) en collision.

L'interaction de galaxies est le résultat de la perturbation d'une galaxie par le champ gravitationnel d'une deuxième et réciproquement. Un exemple d'interaction mineure est le cas d'une galaxie satellite perturbant les bras d'une galaxie spirale primaire. Un exemple d'interaction majeure serait la collision et la réunion de deux galaxies. À notre échelle, les galaxies sont tellement loin que nous avons peine à nous imaginer la distance, mais à l'échelle galactique, certaines sont plus proches que d'autres, ce qui donne lieu à des interactions massives.

## Collision de galaxies

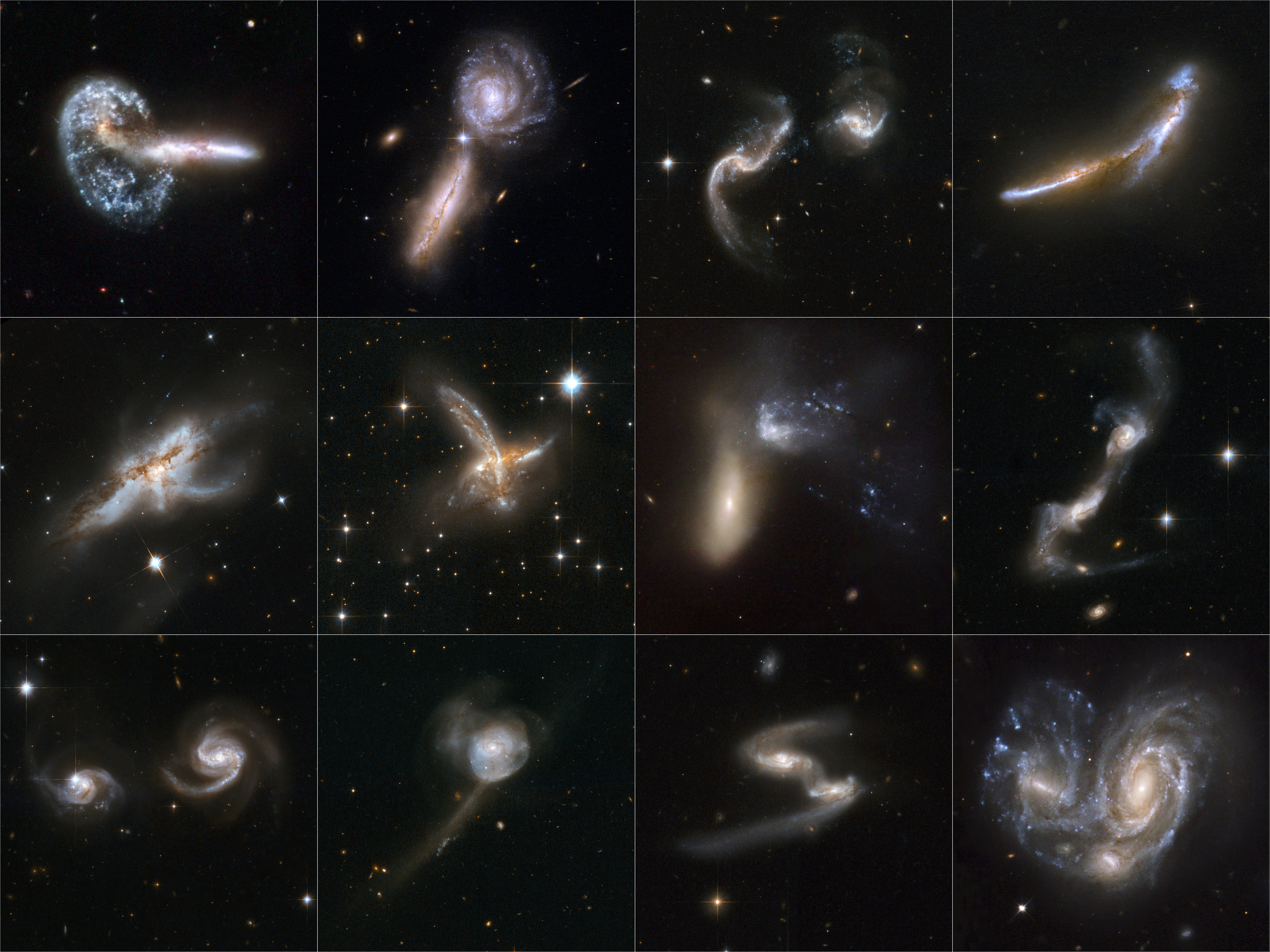
Galaxies en collision, vues par le télescope spatial Hubble.

La collision de deux galaxies est une chose ordinaire dans l'évolution de celles-ci. Une collision se produit lorsque deux galaxies se heurtent avec une vitesse suffisante pour pouvoir poursuivre leur route. Lors d'une collision, les étoiles des deux galaxies n'entrent généralement pas en collision les unes avec les autres. En revanche, le gaz et la poussière interagissent. Cette interaction compresse et perturbe le milieu interstellaire, ce qui le réchauffe. Cela peut déclencher un starburst chez l'une des deux (voire les deux) galaxies.
Après la collision, les galaxies peuvent voir leur trajectoire déviée, mais, plus important, leur forme s'en retrouve significativement altérée.
Les collisions sont moins violentes que les fusions puisque les deux galaxies peuvent toujours se re-séparer après la collision.

## Fusion de galaxies
L'interaction galactique la plus violente est la fusion galactique. Celle-ci se produit lorsque le moment angulaire relatif des deux galaxies avançant l'une sur l'autre n'est pas suffisamment élevé pour permettre la libération d'une des galaxies de l'emprise de l'autre. À vrai dire, les paramètres exacts provoquant une fusion sont très nombreux (angle de collision, vitesse, masse/taille/composition relatives, pour ne citer qu'eux) et constituent un domaine actif de la recherche.
Bien que les fusions galactiques n'entrainent pas la collision d'étoiles, les interactions gravitationnelles entre les galaxies concernées ainsi que les frictions entre leur gaz et leur poussière ont des effets majeurs sur le « métabolisme » des galaxies. Le résultat final d'une fusion dépend également de beaucoup de paramètres, mais dans la plupart des cas, les deux galaxies fusionnent en une galaxie unique plus grande. La galaxie d'Andromède et ses galaxies naines sont sujettes à une théorie explorant l'idée d'une fusion majeure il y a des milliards d'années. Les astronomes de l'Observatoire de Paris, l'Université de Bonn et l'observatoire de Pékin ont observé des petites galaxies satellitaires qui orbitent selon un ordre très précis autour d'Andromède. Une des façons d'expliquer ce phénomène serait, selon eux, qu'une fusion majeure s'est réalisée. C'est un exemple de résultat final de fusion de galaxies.

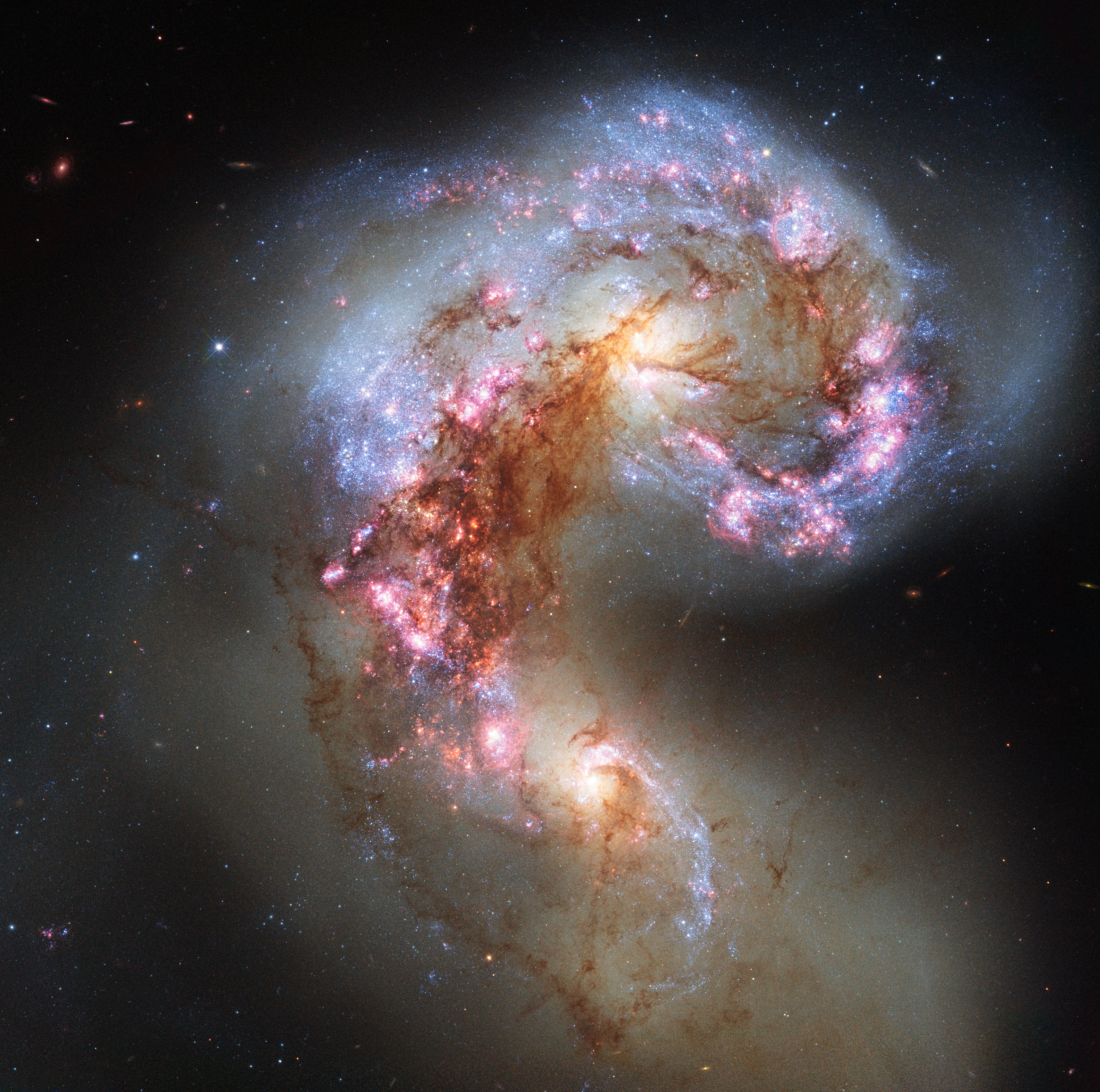
Les galaxies des Antennes, une paire de galaxies en interaction allant probablement fusionner dans 400 millions d'années[3].
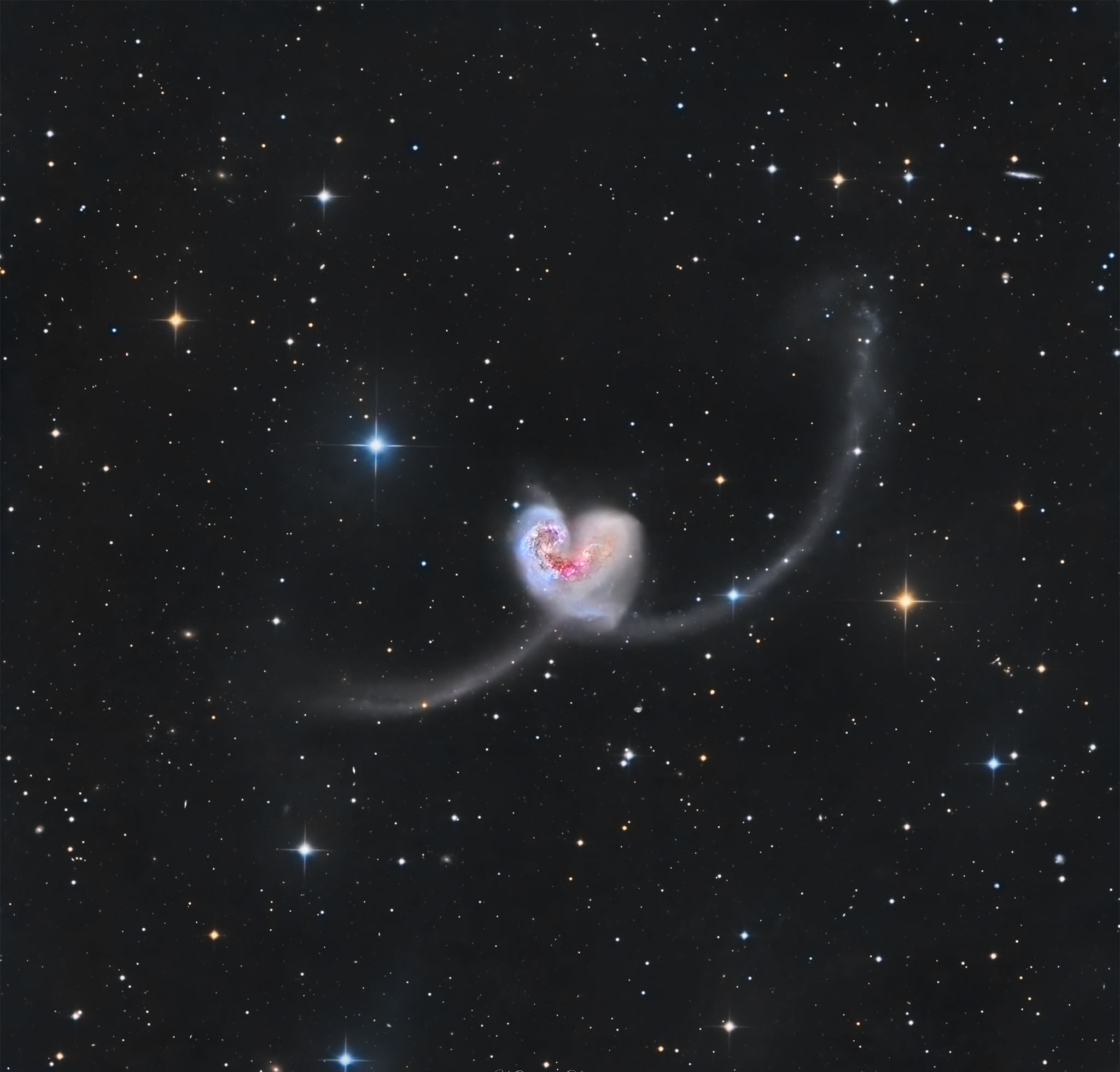
Les mêmes galaxies Antennes, avec leurs panaches d'étoiles.

### Cannibalisme galactique
Dans le cas où une des deux galaxies est beaucoup plus petite que l'autre, la fusion s'apparente à du « cannibalisme galactique ». La galaxie la plus grande demeure relativement inchangée alors que la plus petite est littéralement disloquée à l'intérieur de l'autre. Il n'est pas rare qu'une telle interaction se produise entre une galaxie massive et ses satellites. Par exemple, la Voie lactée est actuellement en train d'absorber deux de ses satellites, à savoir les galaxies du Sagittaire et du Grand Chien.

## Interaction avec un satellite

La galaxie du tourbillon avec son satellite, la galaxie irrégulière NGC 5195.

Une galaxie géante qui interagit avec ses satellites est une situation commune. La gravité d'un satellite pourrait attirer un des bras d'une galaxie spirale primaire ; ou même, le satellite pourrait plonger dans cette primaire (c.-à-d. La galaxie naine du Sagittaire). Ceci pourrait amorcer la formation d'un amas d'étoiles. Le satellite pourrait avaler, aspirer certaines de ces étoiles primaires, ou vice-versa.

## Interactions de galaxies notables
| Nom                                      | Type         | Distance (en million d'al) | Magnitude | Notes                                                                             |
| ---------------------------------------- | ------------ | -------------------------- | --------- | --------------------------------------------------------------------------------- |
| Galaxie du tourbillon (M51) + NGC 5195   | SAc (SB0-a)  | 37                         | +8.4      | Satellite interagissant avec sa galaxie primaire                                  |
| NGC 2207 et IC 2163                      | SAc/SAbc     | 114                        | +11       | Ces galaxies entrent à présent dans la première phase d'une collision galactique  |
| NGC 4676 (IC 819 et 820)                 | S0/SB(s)ab   | 300                        | +13.5     | Ces galaxies entrent à présent dans la seconde phase d'une collision galactique   |
| NGC 1097                                 | SB(s)bc (E6) | 45                         | +9.5      | Satellite interagissant avec sa galaxie primaire                                  |
| Galaxies des Antennes (NGC 4038 et 4039) | SAc/SBm      | 68                         | +10.3     | Ces galaxies entrent à présent dans la troisième phase d'une collision galactique |
| NGC 520                                  | S            | 100                        | +11.3     | Ces galaxies entrent à présent dans la troisième phase d'une collision galactique |